# Speleonychia sengeri
Speleonychia sengeri is een hooiwagen uit de familie Travuniidae.